# Den brända byn
Brända byn är en målning av Albert Edelfelt från 1879.
Den skildrar en imaginär scen från tiden för Klubbekriget, där en finsk bondefamilj har flytt från sin hemby, som bränts ner av en militärstyrka.

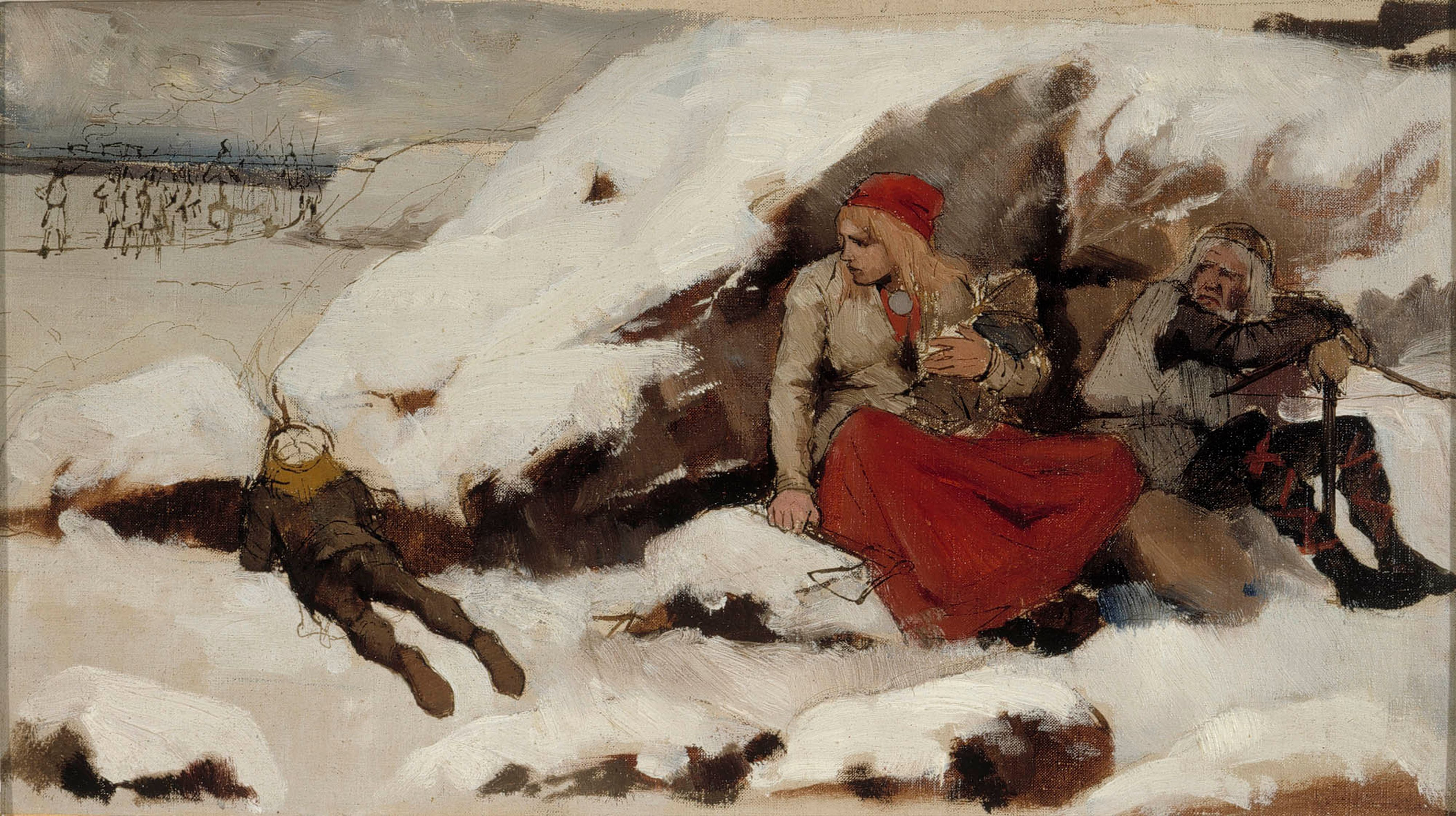
Studie för huvudverket

Målningen är utställd på Cygnaei galleri i Helsingfors. Albert Edelfelt skapade även en studie för samma motiv 1878-1879.